# Larbi Nasra
Larbi Nasra (arabe : العربي نصرة), né le 15 janvier 1947 à Tunis (protectorat français de Tunisie) et mort le 8 août 2024, est un homme d'affaires et homme politique tunisien.

## Biographie
Larbi Nasra est né en 1947 à Tunis.

### Carrière
Propriétaire de la société Tunimédia, il crée Hannibal TV, la première chaîne de télévision privée de Tunisie, le 12 février 2004. La chaîne est finalement lancée le 13 février 2005 à 17 h (heure tunisienne).
Le 23 janvier 2011, l'agence de presse officielle Tunis Afrique Presse annonce son arrestation pour « haute trahison et complot contre la sécurité de l'État ». Accusé de diffuser de fausses informations afin de favoriser le retour de Zine el-Abidine Ben Ali, Nasra est arrêté en même temps que son fils, Mehdi Nasra, marié à une femme appartenant à la famille de Leïla Ben Ali et qui travaillait également pour Hannibal TV. La chaîne interrompt alors brièvement ses émissions et, le lendemain, Larbi Nasra annonce lui-même sa libération sur Hannibal TV. Apparaissant en costume, cravate et lunettes de soleil, il déclare aux journalistes : « Il n'y a plus aucune accusation contre moi. J'ai été bien traité en détention. J'ai été accusé de charges passibles de la peine de mort, mais je pardonne à tout le monde. Ni le Premier ministre ni le ministre de l'Intérieur n'étaient au courant de mon arrestation ».
En novembre 2013, il vend près de 90 % du capital de Hannibal TV.
Le 5 juin 2014, il obtient la légalisation du parti qu'il a fondé, le Parti de la voix du peuple tunisien, dont il est le président. Le 11 juillet 2014, il annonce officiellement sa candidature à l'élection présidentielle de la même année ; il remporte finalement 0,2 % des voix.

### Vie privée
Larbi Nasra est marié à Basma Bouthelja. Il a également deux filles, Najet et Saloua Nasra, et un fils, Mehdi.
Larbi Nasra meurt le 8 août 2024 à l'âge de 77 ans.